# Mersea Island
Mersea Island liegt in der englischen Grafschaft Essex, im Mündungsbereich der Flüsse Blackwater und Colne, 14 Kilometer südlich von Colchester. Sie ist die östlichste der bewohnten Inseln in Großbritannien. Der Name „Mersea“ kommt aus dem Altenglischen („meresig“ bedeutet „Tümpelinsel“).

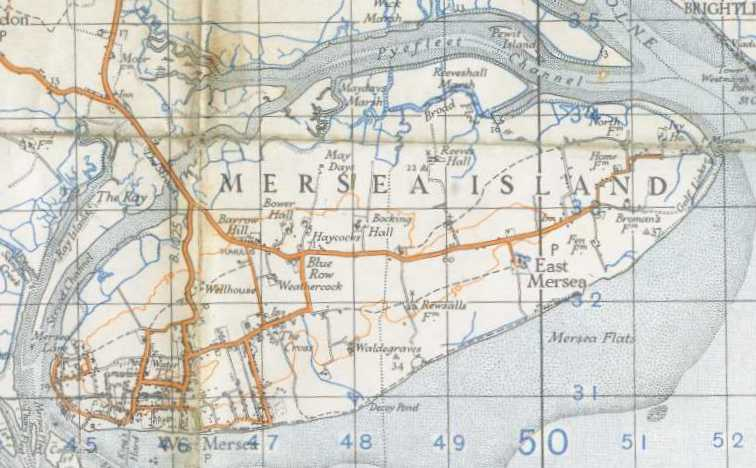
Mersea Island auf einer Karte von 1940

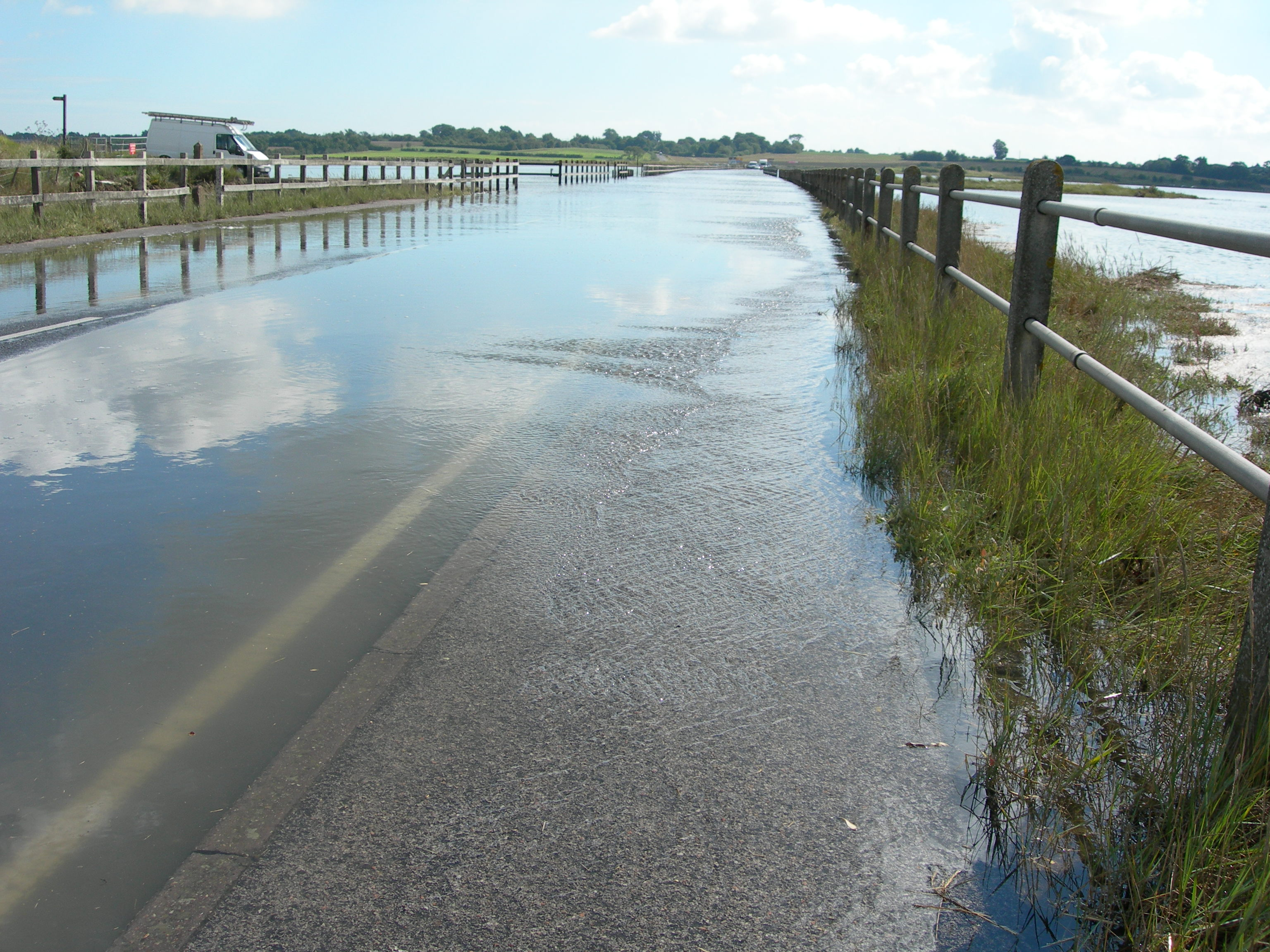
The Strood – überflutet

Es gibt zwei Gemeinden mit zusammen etwa 6500 Einwohnern auf der nur achtzehn Quadratkilometer großen Insel. Die kleine Stadt West Mersea mit einem Museum und das Dorf East Mersea mit dem „Cudmore Grove (Hain) Country Park“, dem interessantesten Teil der Insel. Die Naturschutzgebiete Fringringhoe Wick und Cudmore Grove bieten die Möglichkeit, Flora und Fauna der Insel kennenzulernen. Im Colne Estuary wird seit 1988 mit einigem Erfolg eine Salzmarsch angelegt.
Mersea Island ist eine Gezeiteninsel. Sie wurde in der Römerzeit durch einen Damm, der den Strood Channel unterbricht, mit dem Festland verbunden. Über den Damm verläuft die Straße „The Strood“, die bei Hochflut überflutete Straße B1025 nach Colchester.
Auf Mersea Island wurden Knochen von prähistorischen Affen, Bären, Elefanten und Nilpferden gefunden. Älteste Zeugnisse menschlicher Besiedlung sind neben Feuersteingeräten die römischen Funde (Blei-, Ton- und Glasgefäße) im Mersea Grave Mound einem Ziegelgrabbau. 
Die Priory of West Mersea, ist eine Gründung von Edward the Confessor, und der Abtei St. Quen bei Rouen in Frankreich (im Jahre 1046). Es gehört zu den ältesten Klostergründungen in Essex.
Der Haupterwerb auf Mersea resultiert aus der Landwirtschaft und der Fischerei, einschließlich der Austernzucht. Die kleinen Werften haben sich auf die Instandhaltung von Freizeitbooten spezialisiert, und der West Mersea Yacht Club ist eine bedeutende Adresse des Segelsports in Ostengland.